# Пекориле (Ређо Емилија)
Пекориле је насеље у Италији у округу Ређо Емилија, региону Емилија-Ромања.
Према процени из 2011. у насељу је живело 214 становника. Насеље се налази на надморској висини од 232 м.